# Realidad (novela)
Realidad es una novela del escritor español Benito Pérez Galdós escrita y publicada en 1889, que cierra el ciclo Novelas españolas contemporáneas junto con La incógnita, de ese mismo año. Ambas obras conforman un microcosmos, pues plantean el mismo argumento desde puntos de vista diferentes y con recursos narrativos distintos. Podría decirse que Realidad es la opción teatralizada o dialogada de la trama que, presentada en forma epistolar, trata La incógnita. Así lo han considerado tanto Joaquín Casalduero como Francisco Caudet.

## Argumento y trasfondo biográfico

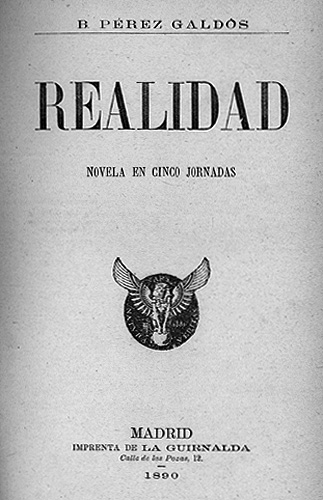
Portada de la edición de 1890.

Presentada como novela en cinco jornadas (sinónimo de 'cinco actos') y ambientada en el Madrid burgués de finales del siglo XIX, protagonizan la trama el matrimonio formado por Tomás Orozco y Augusta Cisneros, y la sombra de su adulterio con Federico Viera.
El biógrafo de Galdós Pedro Ortiz-Armengol ha señalado las posibles connotaciones autobiográficas del asunto tratado en Realidad: los amores clandestinos de una rica dama de alcurnia —y reconocido estatus social en la capital de España— con un soltero "voluble e inteligente" que alterna esta relación de alto nivel y en secreto con una no menos secreta compañía, la de una prostituta elegante. La tesis del biógrafo apunta hacia una posible relación entre la condesa de Pardo-Bazán y Galdós, que pudo tener su punto más íntimo y subsiguiente desenlace en la primavera de 1888. Tras lo cual la Pardo-Bazán inició una estrecha amistad con el mago de las finanzas José Lázaro Galdiano. Queda en el aire dirimir si Galdós escribió La incógnita y su complementaria Realidad como humorístico despecho. También anota y refiere Ortiz-Armengol lo mucho que le gustó y le 'intrigó' a Emilia Pardo-Bazán la lectura de La incógnita, tal y como lo dejó escrito en su correspondencia con Galdós en las primeras semanas de 1889. Otra hipótesis del biógrafo y crítico es la de la posible resonancia entre Lázaro Galdiano y la irresistible ascensión social y económica del personaje Torquemada a lo largo de las novelas que protagoniza. 

## Realidadpresentada enLa incógnita
Galdós emprendió la construcción de Realidad entre febrero y marzo de 1889, casi 'a uña de caballo' y nada más dar por cerrada La incógnita, concluyendo el manuscrito de la versión dialogada en julio de ese año. Es interesante traer aquí el pasaje de la novela paralela La incógnita, en una de cuyas cartas, el protagonista, ya cerca de descubrir el truco final introduce con un gesto casi teatral la existencia inminente de Realidad:

"Tafetán me entrega un grueso paquete, que me parece, al pasar de sus temblorosas manos a las mías, una caja de bizcochos borrachos. Y he aquí que me digo: «¡Por dónde se le ocurre a este tonto ahora mandarme bizcochos borrachos! ¡Ah! ¡Es que necesito medicina dulce y narcótica! ¡Qué talento tiene este Equis!...». Pues señor, abro el mamotreto y me encuentro que contiene papeles. ¡Ajajá! Cinco cuadernos manuscritos, de igual tamaño próximamente, y muy cosiditos con hilo encarnado. Los hojeo con febril curiosidad. Lo primero que me llama la atención es la letra. Yo conozco esta letra... Pero, señor, ¿de quién es esta condenada letra? De Equis no es, y sin embargo me es familiar, familiarísima... Y de una sorpresa grande pasamos a otra mayor. Figúrate cuál sería mi asombro al ver los nombres de Augusta, Orozco, Federico, Malibrán, corriendo en medio de las hojas, pasadas velozmente por mis dedos. Lo que más me maravilla es que la disposición de los nombres a la cabeza de trozos más o menos largos de texto, parece indicar que el contenido de los cuadernos está en diálogo dramático. Me fijo en el encabezamiento de uno de ellos, y veo que dice: Jornada tercera. La portada del primero es lo que remata mi estupor, y desconfío de mis ojos cuando leo: REALIDAD, novela en cinco jornadas. Abro tanta boca que el mismo Tafetán, haciendo un paréntesis en su consternación de cesante con nueve hijos, se ríe de mí.".
Benito Pérez Galdós, La incógnita